# Castillo de Mibu
El castillo de Mibu (壬生城 Mibu-jō?) fue una fortaleza japonesa situada en Mibu, al sur de la prefectura de Tochigi, en Japón. A finales del periodo Edo, el castillo de Mibu era la sede de casa a una rama del clan Torii, daimio del dominio de Mibu.

## Historia
El clan Mibu era una rama del clan Otsuki (小槻氏?), un clan kuge que decía descender del semi-legendario emperador Suinin. El clan Mibu comenzó a adquirir importancia en la zona que hoy es parte de Mibu y Kanuma a finales del periodo Heian. Durante el periodo Sengoku, el clan Mibu era vasallo del clan Utsunomiya. Mibu Tsunashige construyó el primer castillo de Mibu durante la era Bunmei (1469-1489). El clan Mibu fue destruido junto con el de sus señores por Toyotomi Hideyoshi durante la Batalla de Odawara en 1590 y sus tierras fueron entregadas posteriormente a Tokugawa Ieyasu.
Durante el shogunato Tokugawa el castillo de Mibu fue el centro del dominio de Mibu, el cual fue entregado a varios clanes en rápida sucesión, hasta que acabó en manos de Torii Tadateru en 1712. El cabeza del clan Torii gobernó el dominio de Mibu (30.000 koku) como daimio hasta la restauración Meiji.
Durante la guerra Boshin el dominio de Mibu se puso del lado de la causa imperial. El castillo fue defendido con éxito por los samuráis del dominio de Satsuma cuando fue atacado por las tropas de Ootori Keisuke y del Shinsengumi (partidarios del shogunato) durante la Batalla del castillo de Utsunomiya.
Según lo establecido por el gobierno Meiji tras la restauración, las estructuras que quedaban en pie fueron destruidas y los fosos exteriores fueron rellenados.
Actualmente, el lugar donde se alzaba el castillo es un parque público que alberga un santuario sintoísta y una biblioteca municipal. Todavía se conserva una parte del foso, y una de las puertas ha sido reconstruida.

## Diseño
El castillo de Mibu no tenía torre (yagura), y disponía de dos conjuntos de fosos concéntricos con terraplenes de tierra. En la parte central del castillo había un palacio que era usado por el daimio como residencia y centro administrativo. Los primeros Tokugawa lo usaron como lugar de descanso cuando viajaban en peregrinación al complejo de Nikkō Tōshō-gū, aprovechando que Mibu estaba situada en la carretera de Nikkō (Nikkō Kaidō).